# Rougemont, Doubs
Rougemont je naselje in občina v francoskem departmaju Doubs regije Franche-Comté. Leta 1999 je naselje imelo 1.233 prebivalcev.

## Geografija
Kraj leži v pokrajini Franche-Comté 43 km severovzhodno od Besançona.

## Uprava
Rougemont je sedež istoimenskega kantona, v katerega so poleg njegove vključene še občine Abbenans, Avilley, Bonnal, Cubrial, Cubry, Cuse-et-Adrisans, Fontenelle-Montby, Gondenans-les-Moulins, Gondenans-Montby, Gouhelans, Huanne-Montmartin, Mésandans, Mondon, Montagney-Servigney, Montussaint, Nans, Puessans, Rillans, Rognon, Romain, Tallans, Tournans, Tressandans, Trouvans, Uzelle in Viéthorey s 3.946 prebivalci.
Kanton Rougemont je sestavni del okrožja Besançon.